# ティーガー (防護巡洋艦)
| 将官用ヨットLacromaとなった後のティーガー | |
| 艦歴                                      | |
| 発注                                      | ポーラ工廠 |
| 起工                                      | 1886年10月5日 |
| 進水                                      | 1887年6月28日 |
| 就役                                      | 1888年3月1日 |
| 退役                                      | |
| その後                                    | 1920年賠償艦としてイギリスに引き渡し後、1921年に解体                                                                         |
| 除籍                                      | 1920年 |
| 前級                                      | アウローラ級 |
| 次級                                      | パンター級 |
| 性能諸元                                  | |
| 排水量                                    | 常備：1,657トン 満載：1,730トン                                                                                              |
| 全長                                      | 76.02m |
| 水線長                                    | 74.16m |
| 全幅                                      | 10.5m |
| 吃水                                      | 4.3m |
| 機関                                      | 形式不明石炭専焼円缶4基 ＋3段膨張4気筒レシプロ機関2基2軸推進                                                                 |
| 最大出力                                  | 6,222hp |
| 最大速力                                  | 19.25ノット |
| 航続距離                                  | |
| 燃料                                      | 石炭：量は不明 |
| 乗員                                      | 士官：13名 水兵：175名 |
| 兵装                                      | スコダ 12cm（35口径）単装砲4基 スコダ 4.7cm（44口径）単装速射砲6基 オチキス 4.7cm（23口径）単装機砲4基 35cm単装魚雷発射管4基 |
| 装甲                                      | 甲板：50mm 主砲防盾：-mm（最厚部） 司令塔：40mm（最厚部）                                                                    |

ティーガー（SMS Tiger）は、オーストリア＝ハンガリー帝国海軍の防護巡洋艦である。同型艦はない。同国海軍では公式には水雷巡洋艦 （Torpedokreuzer）に類別された。

## 概要
本級は、アドリア海を挟んで対峙するイタリア海軍に対抗して建造された防護巡洋艦である。

## 艦形
本級の船体は平甲板型船体を採用していた。主砲の12cm（35口径）単装砲は、艦側面部の片舷各2か所の張り出し部に各1基ずつ計4基を搭載した。
艦中央部寄りに、艦橋、単脚型の前後マスト、2本の煙突が配置された。

## 艦歴
1918年に将官用ヨットへ艦種を変更し、武装を4.7cm単装機砲6基とする。艦名も「Lacroma」と改称。1921年12月にイタリアで解体処分。

## 参考図書
- 『Conway All The World's Fightingships 1860-1905』（Conway）
- 『Conway All The World's Fightingships 1906–1921』（Conway）
- 『世界の艦船 第718号 近代巡洋艦史』（海人社）